# Boogie Company
Boogie Company (antigamente:The Rockin' Guys) é uma banda estoniana de rockabilly formada em 1989 na cidade de Tallinn.

## Integrantes

### Membros atuais
- Andrus Kasesalu - vocal e contrabaixo
- Marek Lillemägi - bateria e vocal
- Raigo Tipp - guitarra e vocal
- Oleg Dawidowicz - guitarra e vocal

### Ex-membros
- Ülari Kirsipuu - vocal, saxofone, guitarra
- Jaan Randvere - piano e saxofone